# Edward J. Hemming
Pour les articles homonymes, voir Hemming.
Edward John Hemming (né le 30 août 1823 à Londres - décédé le 17 septembre 1905 à Knowlton, Québec) était un avocat et homme politique canadien.

## Biographie
Il émigre à Montréal en 1851. En 1855, il est diplômé en droit civil du McGill College et intègre le barreau. La même année, il épouse sa cousine Sophia Louisa Robinson en Angleterre.  
En 1858, il participe à la campagne électorale de son cousin Christopher Dunkin, qui sera élu à l'Assemblée législative de la province du Canada dans la circonscription de Drummond-Arthabaska. Hemming devient secrétaire de Dunkin et s'installe à Drummondville avec sa famille. 
En 1867, à la suite de la confédération canadienne, il est élu comme député conservateur dans le nouveau district provincial de Drummond-Arthabaska. Il occupera ce poste jusqu'en 1871, où il sera battu par Wilfrid Laurier.
Il a été maire de Watkins Mill, aujourd'hui Saint-Nicéphore, de 1867-1868 et de 1872-1873. 
Il obtient, en 1871, un doctorat en droit civil. 
En 1886 et 1887, il est maire du village de Drummondville.
Il quitte la région en 1899 et déménage à Knowlton jusqu'à sa mort à l'âge de 82 ans.